# Хохлов, Дмитрий (самбист)
Дмитрий Хохлов (род. 6 февраля 1999) — белорусский самбист и дзюдоист, призёр первенств Беларуси по дзюдо среди кадетов и юниоров, серебряный призёр первенства Европы по дзюдо среди кадетов, чемпион Европы по самбо 2015 года среди кадетов, серебряный призёр первенств Европы и мира по самбо 2017 года среди юношей, чемпион и бронзовый призёр первенств Европы по самбо среди юниоров, бронзовый призёр первенства мира по самбо среди юниоров, бронзовый призёр розыгрыша Кубка Европы по самбо 2022 года, серебряный призёр чемпионата мира по самбо 2020 года, победитель и призёр международных турниров по самбо и дзюдо, мастер спорта Республики Беларусь международного класса. По самбо выступал в тяжёлой весовой категории (свыше 100 кг). Проживал в Бобруйске. Увлёкся самбо и дзюдо в девять лет.